# ネッド・ローゼンバーグ
ネッド・ローゼンバーグ（Ned Rothenberg、1956年9月15日 - ）は、アメリカ人のマルチ奏者であり作曲家。アルトサックス、クラリネット、バスクラリネット、フルート、尺八などの木管楽器を専門としている。特に現代音楽やフリー・インプロヴィゼーション、そして特殊奏法を使って楽器の音のボキャブラリーを増やす仕事で知られている（例えば、サックスで和音を演奏する方法を開発した）。彼の作品は、現代クラシック音楽、ジャズ、ロック、そしてワールドミュージックのように多種多様なソースからの影響を示している。
ローゼンバーグはオーバリン音楽院を卒業している。彼は（J. D. Parran、Robert Dickと共に）、実験的な木管楽器のトリオ、New Windsの創設メンバーだった。サインホ・ナムチラク、サム・ベネット、フレッド・フリス、ポール・ドレッシャー、高橋悠治、ジョン・ゾーン、横山勝也、エヴァン・パーカー、マーク・リボー、Samir Chatterjeeなど、幅広いミュージシャンと共演してきた。1978年以来、世界中で発表してきた彼のソロによる音楽は、国際的に高い評価を得ている。
ローゼンバーグは1978年以来、ニューヨークに在住。ルミナ、ツァディク、ニュー・ワールド、アクシアム、サブ・ローザ、イントゥーイション、ヴィクトー、レオ、およびアニムルといった各レーベルでレコーディングした。

## ディスコグラフィ

### リーダー・アルバム
- Trials Of The Argo (1981年、Lumina)
- Portal (1983年、Lumina)
- Trespass (1986年、Lumina)
- Opposites Attract (1991年、New World) ※with ポール・ドレッシャー
- The Crux - Selected Solo Wind Works (1989-1992) (1993年、Leo)
- Power Lines (1995年、New World)
- 『カフェ9.15』 - Cafe 9. 15 (1996年、Phenotype) ※with アルタード・ステイツ
- Amulet (1996年、Leo) ※with サインホ
- Monkey Puzzle (1997年、Leo) ※with エヴァン・パーカー
- Ghost Stories (2000年、Tzadik)
- Tools Of The Trade (2001年、CIMP) ※with デンマン・マロニー
- Intervals Solo Work For Woodwinds, 2001 (2002年、Animul)
- 『DECISIVE ACTION』 - Decisive Action (2004年、BAJ) ※with 佐藤允彦
- "En Passant" (2004年、Creative Works) ※with ピーター・A・シュミッド
- Falling Into Place (2006年、Auris Media) ※with スラヴァ・ガネーリン
- El Niño (2006年、Creative Works) ※with マティアス・シーグラー、ピーター・A・シュミッド
- Девушки Поют (2007年、Геометрия) ※with АукцЫон、マーク・リボー、ジョン・メデスキ、フランク・ロンドン、Владимир Волков
- Live At Roulette (2007年、Animul) ※with エヴァン・パーカー
- The Fell Clutch (2007年、Animul) ※with トニー・バック、ツトム・タケイシ、デヴィッド・トロンゾ
- While You Were Out (2009年、Kadima Collective) ※with カトリーヌ・ジョニオー、バール・フィリップス
- Free Zone Appleby 2007 (2009年、psi) ※with パオロ・アンジェリ、エヴァン・パーカー
- Live at DOM - Duo Music For Nicolai Dmitriev (2010年、Dom) ※with ウラジーミル・ボルコフ
- Quintet For Clarinet And Strings (2010年、Tzadik)
- Ryu Nashi / No School - New Music For Shakuhachi (2010年、Tzadik)
- World Of Odd Harmonics (2012年、Tzadik)
- Courvoisier In Cahoots (2016年、Clean Feed) ※with マーク・フェルドマン、シルヴィー
- Full Circle - Live In Łódź (2017年、Fundacja Słuchaj!) ※with ハミッド・ドレイク
- Strings 2 (2018年、Leo) ※with イヴォ・ペレルマン、マット・マネリ、ハンク・ロバーツ
- Antiphonen (2020年、Klanggalerie) ※with サインホ、ディーブ13
- Lockdown (2021年、Clean Feed) ※with シルヴィー・クルボアジェ、ジュリアン・サルトリウス
- Crossings Four (2023年、Clean Feed)

### 参加アルバム
アンソニー・ブラクストン
- Creative Orchestra (Köln) 1978 (1978年、hatART [1995年])

アンソニー・コールマン
- Lapidation (2007年、New World)

エヴァン・パーカーズ・エレクトロ・アコースティック・アンサンブル
- The Moment's Energy (2007年、ECM)

パオロ・アンジェリ・アンド・エヴァン・パーカー
- Free Zone Appleby (2009年、PSI)